# Новоборискино
Новобори́скино (рос. Новоборискино) — село у складі Сєверного району Оренбурзької області, Росія.

## Населення
Населення — 233 особи (2010; 332 у 2002).
Національний склад (станом на 2002 рік):
- мордва — 94 %